# Baia di Samborombón
La baia di Samborombón è una baia dell'Argentina situata nella foce del río de la Plata sull'oceano Atlantico.
Si trova a circa 160 km a sud-est di Buenos Aires. La baia è lunga circa 135 km e si distende da punta Piedras nel nord fino a punta Rasa a sua volta punto d'inizio di cabo San Antonio.
La baia riceve le acque dei fiumi Salado del Sur e Samborombón, oltre a canali minori.